# La Cruz (Uruguay)
La Cruz es una localidad uruguaya del departamento de Florida.

## Ubicación
La localidad se encuentra situada en la zona centro-oeste del departamento de Florida, sobre el antiguo trazado de la ruta nacional Nº 5, y a poco menos de un kilómetro al este de la ruta 5 nueva. Dista 18 km de la capital departamental Florida y 116 km de Montevideo.

## Historia
La Cruz debe su nombre a que cuando se estaba construyendo la Estación Ferroviaria, uno de los obreros tuvo un accidente cargando piedras para el edificio y murió en el lugar en donde se erigió una cruz. Con el tiempo los lugareños daban indicaciones del lugar diciendo, antes de la cruz, después de la cruz, y de ahí el nombre.
En su historia se destaca el hecho nacional conocido como "El Pacto de la Cruz" acto que certificó el final de la guerra civil de 1897. 
A principios de septiembre de 1897 los soldados de Saravia acampaban sobre la margen derecha del arroyo de La Cruz. Pocos días después, en aquel mismo paraje, los representantes del gobierno entregaron el dinero que se había acordado en el “pacto” para pagar a las fuerzas revolucionarias y, a cambio, recibían las armas de manos del ejército alzado. El protocolo se firmó en Montevideo y el 18 de septiembre en La Cruz, departamento de Florida, se hacía efectivo el desarme de las fuerzas militares revolucionarias. El Jefe del Estado Mayor del Ejército Revolucionario, Diego Lamas, y el Jefe del Estado Mayor del Ejército Nacional, en representación del Poder Ejecutivo, desempeñado por Juan Lindolfo Cuestas, dieron así un paso hacia la paz entre los uruguayos, poniendo fin a la Revolución del 97. Como consecuencia de ese acuerdo, el gobierno les entregaba a los revolucionarios las jefaturas políticas de siete departamentos.
Esta localidad fue declarada Pueblo por ley 8.497 del 23 de octubre de 1929.

## Población

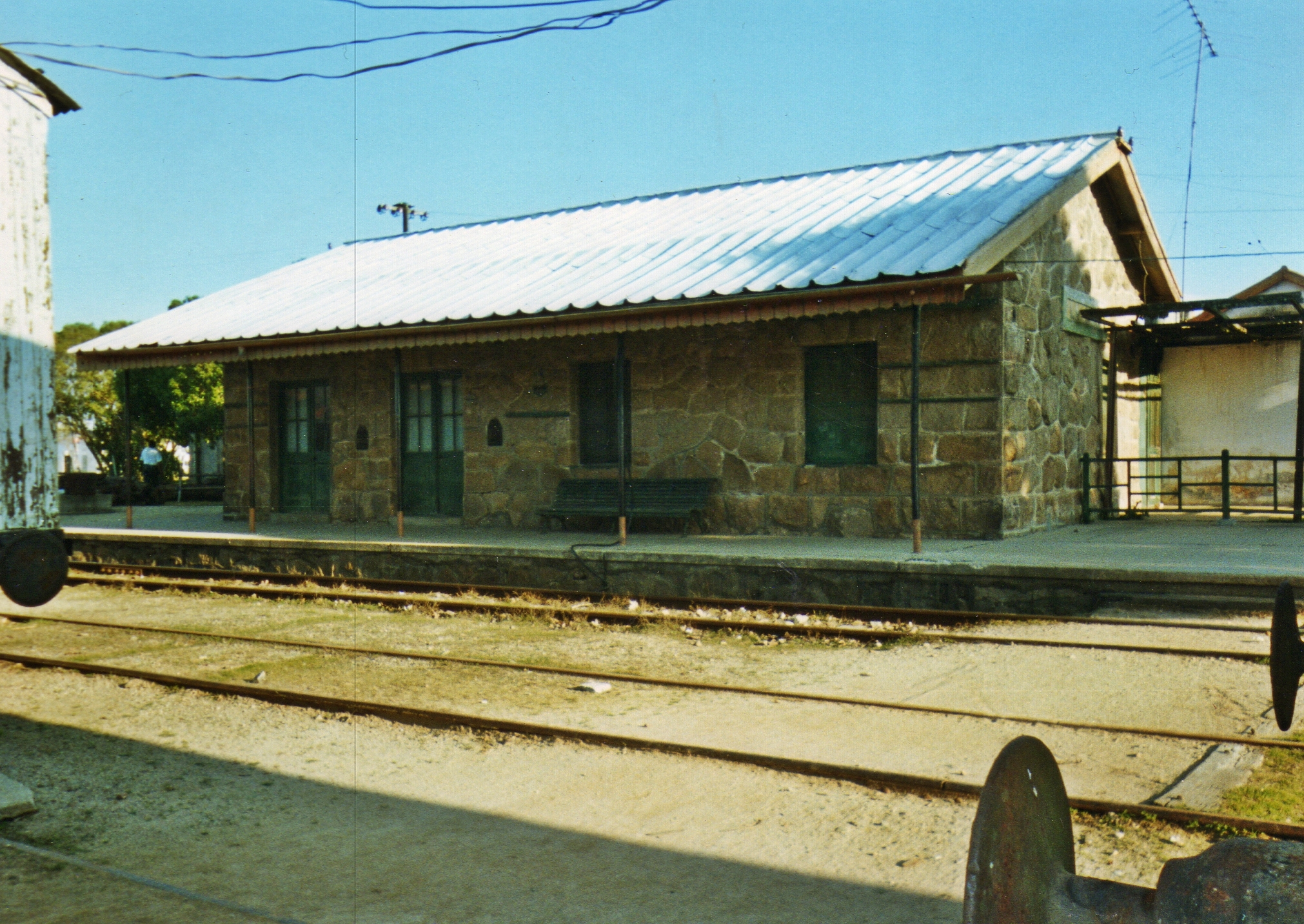
Estación de trenes de la localidad.

De acuerdo al último censo del año 2011, la localidad contaba con una población de 747 habitantes.
El maestro Julio Castro Pérez nació en esta localidad 
| 745           | 620 | 618 | 702 | 726 | 747 |
| (Fuente: INE) |     |     |     |     |     |

## Servicios
- Escuela Primaria pública: "Mtra. Lidia Colombo de Fiol"
- Oficina del Correo Nacional
- Seccional Policial 8ª de la Jefatura de Florida
- Policlínica de A.S.S.E.
- Cementerio
- Panificadora "La Cruz"

## Transporte
La localidad se comunica con las ciudades de Florida y Sarandí Grande a través de un servicio de ómnibus local y a las demás ciudades que se encuentran sobre la ruta N.º 5 a través de servicios interdepartamentales.
La localidad es atravesada por la línea de trenes que une Montevideo con Rivera, y posee una estación de trenes, pero desde hace varios años ésta no se encuentra en funcionamiento.

## Atractivos
Junto a la población de La Cruz se ubica la Estancia y Bodega La Cruz (“La Vitícola Uruguaya”), donde se fabrican los reconocidos Vinos de La Cruz. Este establecimiento fue fundado en 1887 y marca el comienzo de la vitivinicultura en el departamento de Florida, siendo una de las bodegas más antiguas de toda la república. En 2010 su casco fue declarado Monumento Histórico Nacional por el Ministerio de Educación y Cultura.